# Czarnów (Basse-Silésie)
Pour les articles homonymes, voir Czarnów.
Czarnów est une localité polonaise de la gmina et du powiat de Kamienna Góra en voïvodie de Basse-Silésie.